# Сиркур сир Музон
Сиркур сир Музон (фр. Circourt-sur-Mouzon) насеље је и општина у североисточној Француској у региону Лорена, у департману Вогези која припада префектури Нефшато.
По подацима из 2011. године у општини је живело 213 становника, а густина насељености је износила 20,68 становника/km². Општина се простире на површини од 10,3 km². Налази се на средњој надморској висини од 340 метара (максималној 426 m, а минималној 287 m m).

## Демографија
| 1962. | 1968. | 1975. | 1982. | 1990. | 1999. | 2011. |
| ----- | ----- | ----- | ----- | ----- | ----- | ----- |
| 213   | 203   | 219   | 224   | 230   | 232   | 213   |

График промене броја становника у току последњих година